# 毁灭者 (电影)
《魔鬼毀滅者》（英語：Eraser）是一部1996年的美國動作片，由查克·羅素執導，東尼·波雷爾（Tony Puryear）和華倫·格林撰寫劇本，主演包括阿諾·史瓦辛格、詹姆士·肯恩、凡妮莎·威廉斯、詹姆士·柯本和羅伯特·帕斯托萊利。故事描述美國聯邦證人保護計劃（WITSEC）的一名法警必須保護為非法武器交易作證的證人的安全，但突然發現威脅自己和證人的竟然是自己的前同事，而使這場計劃變得更加困難。
電影在導演羅素確認與史瓦辛格合作後，1995年9月起在紐約市、洛杉磯和華盛頓哥倫比亞特區等地進行主要拍攝，直到1996年3月結束。該片在製作期間遇到了重重困難，除了劇本被反覆修改多次外，拍攝日程也時常更改，這也讓預算從原本的8000萬美元增加至1億美元。《魔鬼毀滅者》1996年6月21日美國上映，並以1億美元的預算在全球取得2.42億美元的票房佳績。該片在影評界的評價褒貶不一，大多稱讚史瓦辛格和威廉斯的表現、動作戲和視覺效果，但其劇情則受到批評。在第69屆奧斯卡金像獎上，《魔鬼毀滅者》入圍了最佳音效剪輯一獎。
2022年推出多明尼克·席伍德主演的重啟電影《魔鬼毀滅者：重生》。

## 劇情
約翰·庫格是美國法警美國聯邦證人保護計劃（WITSEC）的傑出法警，他專門「銷毀」證人的身份——偽造他們的死亡，以保護他們免於被對方滅口的處境，並在之後給予他們一個全新的身份。某天晚上一個名為強尼·卡斯特雷奧內的證人因身份曝光而與妻子即將要被黑幫頭目派來的人馬滅口時，庫格即時出現將殺手全部殺害救了兩夫妻，再製造兩人被殺手殺害然後自相殘殺的假象，安全後庫格給他們新身份後並警告他們要保持低調別再讓身份曝光，強尼感謝庫格的救命之恩於是向庫格表示他有任何需要可以找他。隔天庫格的上司亞瑟·貝勒交給他一個新任務，以保護國防承包商賽瑞斯公司（Cyrez Corporation）的資深主管莉·柯倫。莉向聯邦調查局（FBI）舉發賽瑞斯高層掩蓋了製造最高機密的電磁脈衝步槍（簡稱EM步槍）的計劃，並企圖在黑市上出售該武器。
在的臥底行動中，莉來到賽瑞斯的大型電腦並將EM步槍上的數據下載到兩片光碟上：一張用於，另一張用於保護她自己。但是卻被她的上司威廉·唐納休副總裁發現莉的行徑古怪後立即要求她進入他的辦公室。接著在找到莉藏在身上的攝影機得知莉是替FBI做事後便在她面前自殺。莉將光碟交給，但對他們保證自己安全的諾言感到失望，加上過來的庫格告知FBI沒事先警告他的處境危險，隨後莉拒絕庫格的保護提議後回家。但莉不知道的是交給的光碟被主謀國防部副部長丹尼爾·哈伯收買的人調包，而她與記者朋友克萊兒的對話被監聽。
當天晚上，莉在家被賽瑞斯CEO尤金·摩洛哈特派遣的以J·史卡爾為首的殺手刺殺，潛入莉家的前男友達洛與暗中保護莉的FBI探員皆被殺害。庫格及時現身營救了莉並將她藏在紐約市，即使是除了庫格外皆無人能知曉證人的情況，庫格一直都是單獨行動因此給了一把手槍並告誡若有人自稱是他派來的一律都不要理會。隨後庫格從他的導師羅伯特·狄蓋倫那獲悉中有內鬼將證人訊息給出賣而導致幾名證人被謀殺，他們必須即刻轉移證人的位置。狄蓋倫的手下史夫和卡德隆探員及新人幹員蒙洛加入與他們同行，但是他們來到狄蓋倫的證人所在地後發現有一團殺手提前趕到，在殺光所有殺手後後，狄蓋倫暴露自己是內奸的真面目後殺害了那名證人。然而在回程的途中被庫格狄蓋倫用藥迷倒，庫格昏迷前並用電話發出訊號要莉離開所在地。狄蓋倫追蹤到莉的電話來自紐約市後用庫格的手槍槍殺了蒙洛。等庫格醒來後狄蓋倫表明他是黑市買家的中間人，並威脅庫格加入自己的行列，史夫和卡德隆探員早已投入狄蓋倫的行列，庫格拒絕後搶了一把手槍與降落傘後跳機。降落後，庫格立即趕去到中央公園動物園與莉會合。在動物園，莉再次碰上並識破假裝是庫格派來的史卡爾等殺手，緊要關頭庫格即時趕到，然後釋放鱷魚將史卡爾等人吞噬。然後狄蓋倫將庫格和莉標記為逃犯。
兩人安全後莉向庫格表示她手上有拷貝一份證據，她原本是想將光碟交託給克萊兒，但是自家電腦無法使用，庫格也告知克萊兒已被殺害的事實。為了解讀光碟內容，庫格和莉找上了強尼並尋求對方的協助潛入賽瑞斯，強尼二話不說就答應下來。隔天強尼假扮成外送員然後假裝羊癲瘋發作而讓庫格兩人順利潛入，兩人並在唐納休的電腦解密光碟內容。國防部先前委託賽瑞斯研發EM步槍，雖然研發完成但是賽瑞斯隱瞞成果並打算在今晚在巴爾的摩港口將大量的EM步槍交託給打算將武器販賣給恐怖分子的黑手黨頭目薩奇·伊凡諾維奇·派托夫。隨後他們的行蹤被發現，對方並遠程摧毀了光碟中的資料。在兩人逃脫時狄蓋倫脅持了莉並把她帶到巴爾的摩的交易地點。
原本庫格不想讓強尼涉入其中並打算送他回家，但強尼為了報恩於是說服庫格，他的流氓表哥兩趾東尼管轄著巴爾的摩的港口因此可能知道交易地點的位置。兩趾東尼得知有人在他管轄的碼頭非法交易後勃然大怒，於是帶領幾名部下前去交易地點協助庫格。前往交易地點前庫格聯絡上貝勒將查到的證據全部告知對方，藉此吸引貝勒帶隊前來。強尼與東尼等人假裝是工會人員吸引注意力以幫助庫格襲擊碼頭，然後與庫格裡應外合殺死了派托夫斯基及其手下和狄蓋倫的部下。狄蓋倫捉了莉當人質，但庫格救出了她並破壞了貨櫃起重機上的鎖，而讓自己和狄蓋倫隨裝滿EM步槍的貨櫃跌落到地面，大量的步槍掉落滿地，而趕到的貝勒看到滿地的槍枝後瞭解庫格和莉是無辜後讓當局拘留並救出了身受重傷的狄蓋倫。
幾週後，庫格帶莉旁聽了因叛國罪被起訴的狄蓋倫、哈伯和摩洛哈特的聆訊。庭訊後庫格和莉對自己的證詞能否讓他們定罪缺乏信心，因為摩洛哈特極有可能會為了哈伯與狄蓋倫背鍋。隨即兩人的廂行車後突然發生爆炸，眾人皆以為兩人已死。而此時狄蓋倫在豪華轎車中向哈伯殺了庫格倆人表示祝賀，並說他們應該盡快回到黑市交易，但哈伯卻表示對此暗殺毫不知情。正當三人感到困惑時，偽裝成司機的強尼將車子停在火車平交道上並鎖上車門後離去。原來庫格偽造詐死的假象，然後在路旁致電給狄蓋倫並告訴他：「你們已經被銷毀了」，然後一輛火車迎面而來，將逃脫不及的三人撞死。

## 演員
- 阿諾·史瓦辛格[2][7]飾演美國法警約翰·「毀滅者」·庫格（U.S. Marshal John 'The Eraser' Kruger）：傑出的WITSEC法警，擁有堅定的信念和責任感，善於為證人「銷毀」身份[8]。
- 詹姆士·肯恩[7][9]飾演美國法警羅伯特·狄蓋倫（U.S. Marshal Robert DeGuerin）：庫格的導師，實為非法交易的同謀者之一。
- 凡妮莎·威廉斯[9]飾演莉·柯倫（Lee Cullen）：賽瑞斯公司（Cyrez Corporation）的資深主管，其非法交易的證人。
- 詹姆士·柯本[10]飾演WITSEC總長亞瑟·貝勒（WITSEC Chief Arthur Beller）：的負責人。
- 羅伯特·帕斯托萊利（英语：Robert Pastorelli）[9]飾 強尼·卡斯特雷奧內（Johnny Casteleone）：被庫格從毒梟手中救出的證人。
- 詹姆士·克倫威爾[9]飾演威廉·唐納休（William Donohue）：賽瑞斯國際部副總裁，莉的上司。
- 安迪·羅曼諾（英语：Andy Romano）[10]飾演丹尼爾·哈伯（Daniel Harper）：美國國防部副部長，非法交易的主謀。
- 奧萊克·克魯帕（英语：Aleksander Krupa）[10]飾演薩奇·伊凡諾維奇·派托夫斯基（Sergei Ivanovich Petrovsky）：俄羅斯黑手黨頭目，狄蓋倫的交易者。
- 葛瑞·貝克（英语：Gerry Becker）[10]飾演尤金·摩洛哈特（Eugene Morehart）：賽瑞斯的CEO，非法交易的同謀者之一。

丹尼·努奇在片中飾演蒙洛（Deputy Monroe），的新人；喬·維塔瑞利飾演卡斯特雷奧內的表哥兩趾東尼（Tony Two-Toes）。狄蓋倫的同夥卡德隆（Calderon）和史夫探員（Agent Schiff）分別由尼克·欽倫及麥可·帕帕約翰飾演。約翰·斯拉特里飾演柯曼探員（Agent Corman），負責莉的臥底行動。此外，馬克·羅斯頓在片中飾演了J·史卡爾（J. Scar），為摩洛哈特手下的僱傭軍。

## 製作

### 發展和選角

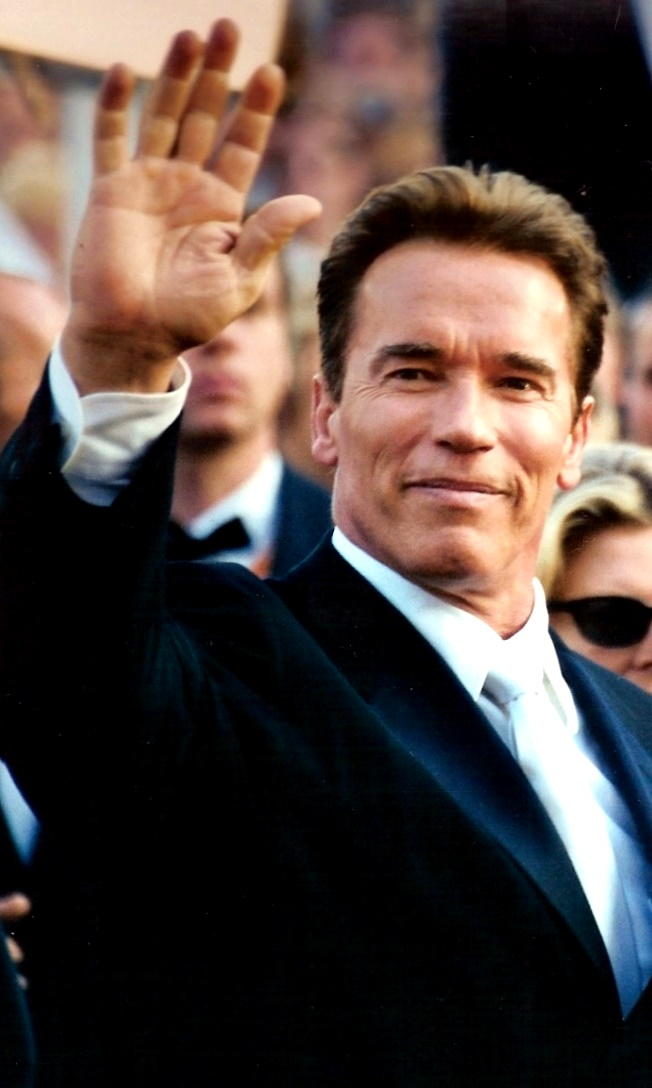
阿諾·史瓦辛格為《魔鬼毀滅者》的主角。

在接下《魔鬼毀滅者》前，導演查克·羅素和影星阿諾·史瓦辛格曾一起忙於另一個項目。羅素對該片在演員和角色之間帶來的可能性感到興奮：「我看到的阿諾就像許多人一樣——如神話般、比生命更偉大的角色——那就是庫格（Kruger）。該角色和劇情完全以現實為基礎，但是我很喜歡這個人神話般的協調、具有強烈的責任感、強烈的榮譽感，能為保護一位高貴的證人做任何事情。我為拍一部具有英雄氣息的電影而感到興奮。」製片人阿諾·科波森同樣熱衷於與史瓦辛格合作，並在經過多年的談論後，很高興史瓦辛格能擔任《魔鬼毀滅者》的主角。凡妮莎·威廉斯在片中飾演女主角莉·柯倫（Lee Cullen），被科波森當時的妻子安妮（Anne）稱為一個堅強而聰明的女人，而非是另一個「遇險的女人」。史瓦辛格當時的妻子瑪麗亞·施賴弗建議威廉斯飾演該角；科波森對威廉斯的試鏡感到印象深刻，而為此選上了她。為了詮釋電影反派兼庫格導師的狄蓋倫（DeGuerin），需要一個能夠傳達才智、技巧和吸引力的演員，而身為詹姆士·肯恩粉絲的羅素則選擇他來飾演。在肯恩正式出演前，喬納森·普賴斯也曾是該角的人選。
該片的劇本產生了許多問題，在拍攝期間曾多次修改。最初的劇本由東尼·波雷爾（Tony Puryear）和華倫·格林共同撰寫；《刺激1995》（1994年）的編劇法蘭·達拉本特和《魔鬼終結者》（1984年）的編劇小威廉·韋雪在製作中期加入修改劇本，其中充滿了為史瓦辛格而寫的複雜特技場面。為了表示對史瓦辛格的支持，約翰·米利厄斯也參與了額外的劇本改寫，並和達拉本特與韋雪一樣未取得編劇的掛名。

### 設計
片中的關鍵物品「電磁脈衝步槍」被稱為「地球上最強大的突擊步槍」，它具有X光透視功能，足以穿透建築物的牆壁而看見室內；該武器由藝術指導提魯本·艾靈森（TyRuben Ellingson）所設計。史瓦辛格表示：「我們非常重視使觀眾感受到這種武器的危險，因為任何人都可以在您的房子外頭、看穿牆壁，真的讓你無處藏身。」並解釋：「但重要的是，我們以許多有趣的方式展現了該武器的複雜性：你不僅能看穿建築物，您得以看到一個人的骨骼，甚至他們的心臟在裡面跳動，那些視覺效果真的很棒。」片中另一樣武器為賽瑞斯的鑽頭發射器，據羅素所述，他們是出於「本能和謠言」而設計，但後來他們發現這種武器確實存在。

### 拍攝
《魔鬼毀滅者》於1995年9月13日在紐約市開始進行主要拍攝，在改建為CIA總部的大樓中拍攝了一些關鍵場景；其他地點包括南布朗克斯的哈林鐵路場（The Harlem Rail Yard）、中央公園的綿羊牧場和唐人街。在紐約拍攝之後，劇組移至加利福尼亞州洛杉磯和華盛頓哥倫比亞特區取景。為了在中央公園動物園的爬行動物館中的動作戲，劇組在加利福尼亞州柏本克的華納兄弟製片廠搭建了室內布景。動物園的外部則是在紐約中央公園拍攝，而內部部分場景則是取自格里斐斯公園的一個舊廢棄動物園，並運送了所需的動物至內。
早在劇本完成之前，電影就被華納兄弟公司趕著開拍，使得在拍攝時遇到了重重困難，其中包括拍攝時程的反覆更動和一些額外的拍攝。據匿名消息人士所述，劇組到達紐約且在拍攝任何鏡頭前，他們被勒令返回洛杉磯，後從洛杉磯飛往華盛頓特區，打算停留三到四天。但僅於二十四小時後，他們沒拍任何戲就又被送到紐約；上述時程變化無常的情況比比皆是。這些變化讓原本計劃的四個月製作期加長到七個月，而預算也從原定的7000萬美元猛增至近1億美元。
對此，科波森否認該片的預算遠遠超出預算，並表示由於製作規模龐大，拍攝上的延誤是正常現象：「這部電影的預算略超預算，進度稍稍超出計劃，但完全在華納兄弟公司為製作大型動作電影而設立的應急條件之內。所有媒體都想說，我們有失控的可能。製作...我們不允許暴走，每個人都喜歡挑剔和找碴並尋找下一個《水世界》。」科波森表示劇本的頻繁修改是「概念的改變」，而非重寫。科波森也澄清了在紐約終止拍攝的傳言，但這與匿名的劇組人員的說法不匹配。該片原定於1996年1月底結束拍攝，但最後仍拖到3月才結束。這些製作問題，有人歸咎於導演，其他一些則指向製片人，他們在遇到製作上的問題時缺乏領導力。科波森被認為與導演羅素不合，甚至威脅要開除後者；但科波森強烈反駁了此說法。
片中最高難度的動作戲是庫格被迫跳離以每小時250英里的時速在空中飛行的噴射機。導演羅素對此表示：「這些事物不僅在拍攝程序中，且是在每次拍攝中都是拼圖碎片。你具有真實上演的元素、縮影的元素，有時是電腦成像，並在最後的處理中全部配對在一塊。」片中部份的特技是由史瓦辛格親自上陣，其中包括那場危險的空中特技。在這場戲中，史瓦辛格必須以自由落體的方式實際垂直下降65英尺，並在飛行中進行向後翻轉。其他諸如鱷魚、脈衝步槍的子彈等是由電腦成像所呈現。此外，在製作過程中，有幾項特技發生了問題，其中之一是史瓦辛格的頭髮曾意外著火。
《魔鬼毀滅者》主要以手持設備所拍攝，讓觀眾更有臨場感。攝影指導亞當·格林伯格有時一次最多要使用七台攝影機。

### 後期製作
在片中，軍火公司（賽瑞斯）的原始名稱為。在微處理器公司Cyrix提出抗議後，使製作團隊以數位技術更改了片中所有出現該名稱的鏡頭及對白。但在成片中，仍可的某些鏡頭仍可看見的商標。

## 音樂
《魔鬼毀滅者》的配樂由作曲家亞倫·席維斯崔所創作。其原聲帶於1996年9月3日由大西洋唱片發售。之後該原聲帶絕版了很長一段時間；2010年3月23日，發行了原聲帶的加長收藏版（達77分鐘）。席維斯崔憑此贏得了BMI電影音樂獎。
| 曲目列表 | 曲目列表                  | 曲目列表 |
| 曲序     | 曲目                      | 时长     |
| -------- | ------------------------- | -------- |
| 1.       | Eraser Original Maintitle | 2:38     |
| 2.       | Shes In                   | 6:11     |
| 3.       | Krugers Story             | 1:56     |
| 4.       | Cabin Raid                | 4:41     |
| 5.       | Kruger Escapes            | 4:23     |
| 6.       | Your Luggage              | 3:18     |
| 7.       | When I Have Proof         | 3:15     |
| 8.       | Cyrez Break In            | 6:52     |
| 9.       | Union Trouble             | 3:21     |
| 10.      | Dock Fight                | 3:13     |
| 11.      | Reunion                   | 1:39     |
| 12.      | The Eraser                | 1:45     |
| 总时长： | 总时长：                  | 43:12    |

## 發行
《魔鬼毀滅者》1996年6月21日美國正式上映，並因含有過激的暴力和言語而被美國電影協會評為R級。1996年12月20日，華納家庭影視公司在日本推出了《魔鬼毀滅者》的DVD，成為當時首批發行新DVD格式的美國大片商之一。
電影上映後，官方還推出了一款名為的PC射擊遊戲，講述了電影後續的劇情；由開發，於1997年1月發售。

## 反響

### 評價
《魔鬼毀滅者》整體獲得了褒貶不一的評價。匯總媒體網站爛番茄基於49條評論，該片持有37%的新鮮度，平均評分為4.97／10；該網站共識：「《魔鬼毀滅者》的槍戰動作戲可能炫耀一些尖端武器，但其生搬硬套的故事是尷尬地過時。」而在Metacritic上根據18篇影評則獲得了56分（滿分100）。
《每日電訊報》的安妮·比爾森（Anne Billson）給了《魔鬼毀滅者》負面的評價，她批評該片比阿諾·史瓦辛格同期的電影更加粗糙、暴力，且無法接受片中的誇張、不合理橋段，如史瓦辛格從高空掉落到汽車上仍毫髮無傷。《綜藝》的陶德·麥卡錫給了該片較普通的評價，並在評論中寫道：「與詹姆斯·卡麥隆這樣的高等動作專家相比，導演查克·羅素似乎想在每個鏡頭只完成一件事，將要素放在銀幕上但未創造出特殊的活力或看點。」而他也稱讚了亞當·格林伯格的鏡頭酷炫且優雅。
相反地，《芝加哥太陽報》的羅傑·伊伯特從滿分四顆星中給了該片三顆星的正面評價，他認為電影劇情漏洞太多而使注意力失焦，但《魔鬼毀滅者》仍「有著不錯的動作樂趣，具有令人驚歎的特技和特效」，威廉斯激動人心地演出了「奔跑、跳躍、戰鬥、射擊、踢腳、尖叫、被綁在椅子和走私電腦光碟且看上去很棒。」而《時代》的理查·柯利斯也給了其好評，主要稱讚史瓦辛格的紮實表現和片中的傑出特技。

### 票房
1996年夏季，《魔鬼毀滅者》為該檔期最受歡迎的電影，在美國首映週末的票房為2450萬美元，位居當週票房冠軍。美國最終票房為1.012億美元，全球票房總計達2.423億美元。

## 榮譽
| 獎項和提名         | 獎項和提名     | 獎項和提名                    | 獎項和提名 | 獎項和提名 |
| 獎項               | 類別           | 得獎者或提名者                | 結果       | 參考       |
| ------------------ | -------------- | ----------------------------- | ---------- | ---------- |
| 第69屆奧斯卡金像獎 | 最佳音效剪輯   | 艾倫·羅伯特·莫瑞、巴布·阿斯曼 | 提名       | [ 34 ]     |
| 斑比獎             | 電影－國際     | 阿諾·史瓦辛格                 | 獲獎       | [ 35 ]     |
| BMI獎              | 電影音樂獎     | 亞倫·席維斯崔                 | 獲獎       | [ 23 ]     |
| 金攝影機獎         | 最佳國際男演員 | 阿諾·史瓦辛格                 | 獲獎       | [ 35 ]     |
| 1997年MTV電影大獎  | 最佳動作場面   | 阿諾·史瓦辛格                 | 提名       | [ 35 ]     |

## 重啟
2021年9月，據報導，多明尼克·席伍德將主演《魔鬼毀滅者》的續集，約翰·波格擔任導演。電影於2021年中保密拍攝，由華納兄弟家庭娛樂發行。電影《魔鬼毀滅者：重生》之後證實為重啟之作而非續集，2022年以數位、藍光及DVD形式推出。

## 備註
1. ↑  阿諾·史瓦辛格也憑《一路響叮噹》共同獲得該獎。
2. ↑  以阿諾·史瓦辛格自由落體一橋段入圍。

## 外部連結
- 互联网电影数据库（IMDb）上《毁灭者》的资料（英文）
- Box Office Mojo上《毁灭者》的資料（英文）
- AllMovie上《毁灭者》的资料（英文）
- TCM电影资料库上《毁灭者》的资料（英文）
- 美国电影学会目录上的《毁灭者》（英文）